# Digital prototyping

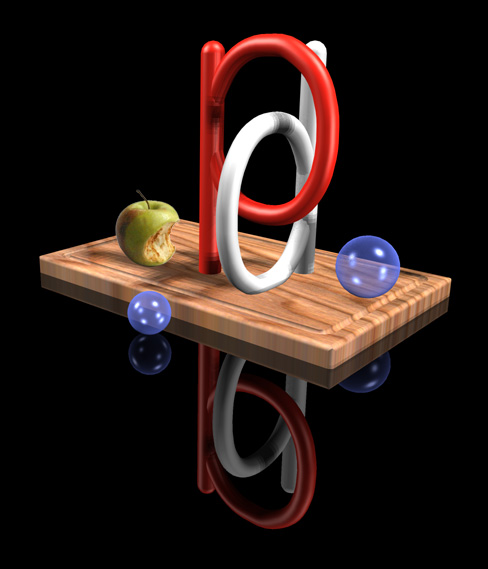
Een schermafbeelding gemaakt met AutoCAD-software.

Digital prototyping is een begrip voor het virtueel  produceren van een prototype.
Met digital prototyping is het mogelijk om een ontwerp digitaal te visualiseren en de werking te simuleren zonder het ontwerp fysiek te hoeven maken. 
Met deze methode kunnen fouten of gebreken vroegtijdig aan het licht komen. Hierdoor wordt de ontwikkelingsduur van nieuwe producten aanzienlijk bekort. Ook is het mogelijk om meerdere varianten van een ontwerp virtueel te testen. Hierdoor kan de kwaliteit van het ontwerp verbeteren en worden kostbare en tijdrovende aanpassingen van eenmaal gemaakte schaalmodellen voorkomen.
Digital prototyping wordt steeds meer toegepast tijdens ontwerpprocessen; in bepaalde sectoren, zoals bij de ontwikkeling van auto’s, machinebouw en vliegtuigen, is het al een vanzelfsprekendheid.
De basis voor het digital-prototypingproces is het 3D-model gemaakt met behulp van CAD. Aan de hand van dit 3D-model kunnen bijvoorbeeld de sterkte-eigenschappen van een ingewikkelde constructie met de eindige-elementenmethode worden berekend. Ook kunnen montagesimulaties worden doorgevoerd.